# UFC 11
UFC 11: The Proving Ground는 1996년 9월 20일에 미국 조지아주에서 개최된 UFC 경기이다.

## 같이 보기
- UFC
- UFC 대회 목록